# البورة
قرية البورة هي إحدى القرى التابعة لمركز أسيوط في محافظة أسيوط في جمهورية مصر العربية. حسب إحصاءات سنة 2006، بلغ إجمالي السكان في البورة 5960 نسمة، منهم 3019 رجل و2941 امرأة.